# Бернгард Геннен
Бернгард Геннен (нім. Bernhard Hennen, нар.1966) — сучасний німецький письменник, за освітою професійний історик та філолог-германіст. Основні твори написані в жанрах фентезі та історичного роману.

## Біографія
Бернгард Геннен випускник Кельнського університету. під час навчання працював журналістом в різних газетах і радіожурналах. Одружений, у нього є дочка і син; з 2000 року він живе в своєму рідному місті Крефельде.

## Творчість
У 1994 році спільно з Вольфгангом Хольбайном він випустив свій перший роман (DAS JAHR DES GREIFEN), і в тому ж році був номінований на премію за найкращий німецький роман в жанрі фентезі. На даний момент[коли?] з-під пера Геннена вийшло близько 25 історичних і фантастичних романів, а також безліч оповідань. Виданий в 1999 році історичний роман «Die Knige der ersten Nacht» став першою його книгою в твердій обкладинці, за якою протягом наступних двох років послідувало ще дві. Книгу «Die Knige der ersten Nacht» підтримувала виплата стипендії за просування культурного надбання. Окрім своєї письменницької діяльності, Бернгард Геннен також розробив сценарій для комп'ютерної гри, і склав ігровий модуль для ролевої гри в серії «Das Schwarze Auge» («Чорне око»).

## Переклади

### Російський переклад
Українське видавництво « Клуб Сімейного Дозвілля» здійснило переклад ряду творів із циклу «Ельфи» російською мовою. Примітною відмінністю від німецького оригіналу була відсутність групування по серіях.
- Бернхард Хеннен. Меч Эльфов. Пер. с нем. Е. Пушкарской. — Харьков; Белгород, 2009. — 528 с. (оригінал: Elfenritter Band 1, Die Ordensburg)
- Бернхард Хеннен. Меч Эльфов. Рыцарь из рода Других. Пер. с нем. Е. Бучиной. — Харьков; Белгород, 2010. — 528 с. (оригінал: Elfenritter Band 2, Die Albenmark)
- Бернхард Хеннен. Меч Эльфов. Наследница трона. Пер. с нем. Е. Бучиной. — Харьков; Белгород, 2011. — 608 с. (оригінал: Elfenritter Band 3, Das Fjordland)
- Бернхард Хеннен. Последний эльф. Во власти девантара / Б. Хеннен, Джеймс Салливан. Пер. с нем. Е. Бучиной. — Харьков; Белгород, 2011. — 800 с. (оригінал: Bernhard Hennen & James Sullivan: Die Elfen)
- Бернхард Хеннен. Королева эльфов. Зловещее пророчество. Пер. с нем. Е. Бучиной. — Харьков; Белгород, 2012. — 896 с. (оригінал: Elfenkönigin)
- Бернхард Хеннен. Воины света. Меч ненависти. Пер. с нем. Е. Бучиной. — Харьков; Белгород, 2012. — 800 с. (оригінал: Elfenwinter)
- Бернхард Хеннен. Битва королей. Огонь эльфов. Пер. с нем. Е. Бучиной. — Харьков; Белгород, 2013. — 896 с. (оригінал: Elfenlicht)
- Бернхард Хеннен. Логово дракона. Обретенная сила. Пер. с нем. Е. Бучиной. — Харьков; Белгород, 2013. — 1088 с. (оригінал: Drachenelfen)
- Бернхард Хеннен. Гнев дракона. Эльфийка-воительница. Пер. с нем. Е. Бучиной. — Харьков; Белгород, 2014. — 848 с. (оригінал: Drachenelfen-Die Windgängerin)
- Бернхард Хеннен. Месть драконов. Закованный эльф. Пер. с нем. Е. Бучиной. — Харьков; Белгород, 2014. — 816 с. (оригінал: Drachenelfen-Die gefesselte Göttin)
- Бернхард Хеннен. Вторжение драконов. Последняя битва 2015.
- Бернхард Хеннен. Небеса в огне Т. 1 (544 с.) + Т. 2 (412 с.) 2017.